# Harry Schell
Henry "Harry" O'Reilly Schell, född 29 juni 1921 i Paris, död 13 maj 1960 på Silverstone Circuit i England, var en amerikansk racerförare.

## Biografi
Schell var son till utlandsstationerade amerikanska motorsportstjärnan Laury Schell och hans mor var Lucy O'Reilly. O'Reilly var en motorsportsentusiast som träffade Laury Schell vid ett besök i Frankrike och snart blev de ett känt par. Laury Schell investerade stort i Delahaye som han försökte utveckla till en grand prix- bil, men projektet misslyckades. 
Strax före utbrottet av andra världskriget var Schells föräldrar inblandade i en trafikolycka där fadern dödades och modern blev svårt skadad. När Frankrike ockuperades av Tyskland återvände Schell och hans mor till USA, där Schell tog över driften av två Delahaye på 1940-talet.

## Racingkarriär
Schell började tävla i racing  1950 i Europa körde i formel 3, formel 2 och formel 1. 
Även om Schell aldrig vann något mästerskap njöt han livet som playboy och kvinnojägare. Han var dock mycket respekterad och stod exempelvis på pallen i Nederländernas Grand Prix 1958. Han deltog i flera sportbilstävlingar. Han vann Nürburgring 1000 km tillsammans med Jean Behra, Stirling Moss och Piero Taruffi 1956. Han kom också bland annat tvåa i Sebring 12-timmars 1956 och 1957 och kom trea i samma lopp 1958.
Schell körde i formel 1 och lyckades bäst för BRM och Maserati, där han bland andra var stallkamrat med F1-världsmästaren Juan Manuel Fangio säsongen 1954. I Spaniens Grand Prix 1954 körde han en privat Maserati och hade ledningen, men tvingades bryta loppet på grund av transmissionsfel. Shell körde även ett lopp för Ferrari i Monaco 1955. Hans kom som bäst tvåa i Nederländerna 1958 där han körde för BRM. När Schell närmade sig 40-årsåldern och i slutet av karriären tävlade han en kort tid för familjens privata stall Ecurie Bleue.
Schell omkom på Silverstonebanan då han kraschade med sin Cooper under träning inför International Trophy 1960. Han körde i cirka 100 km/h när hans bil helt plötsligt tappade ett hjul. Han tappade då kontrollen av bilen och for rakt in i en skyddsbarriär där det blev tvärstopp. 
Schell hade själv före sin död varit mycket engagerad när det gällde att främja säkerheten på europeiska racerbilar.

## F1-karriär
| Säsong | Stall/Tillverkare                                                           | Poäng | Placering |
| ------ | --------------------------------------------------------------------------- | ----- | --------- |
| 1950   | Horschell Racing Corporation (Cooper-Jap) Ecurie Bleue (Talbot-Lago-Talbot) | 0     | –         |
| 1951   | Enrico Platé (Maserati)                                                     | 0     | –         |
| 1952   | Enrico Platé (Maserati)                                                     | 0     | –         |
| 1953   | Gordini                                                                     | 0     | –         |
| 1954   | Harry Schell (Maserati) Maserati                                            | 0     | –         |
| 1955   | Maserati Ferrari Vanwall                                                    | 0     | –         |
| 1956   | Vanwall Scuderia Centro Sud (Maserati)                                      | 3     | 17        |
| 1957   | Maserati Scuderia Centro Sud (Maserati)                                     | 10    | 7         |
| 1958   | Jo Bonnier (Maserati) BRM                                                   | 14    | 6         |
| 1959   | BRM Ecurie Bleue (Cooper-Climax)                                            | 5     | 14        |
| 1960   | Ecurie Bleue (Cooper-Climax)                                                | 0     | –         |